# Calyptrocalyx laxiflorus
Calyptrocalyx laxiflorus är en enhjärtbladig växtart som beskrevs av Odoardo Beccari. Calyptrocalyx laxiflorus ingår i släktet Calyptrocalyx och familjen Arecaceae. Inga underarter finns listade i Catalogue of Life.